# アーバン・カウボーイ
『アーバン・カウボーイ』（原題：Urban Cowboy）は、1980年制作のアメリカ合衆国のドラマ映画。ロデオマシンを通して繰り広げられる若者たちの恋愛模様を描く。ジョン・トラボルタ主演。

## あらすじ
テキサスの田舎町で育った青年バドは、伯父のボブが働く石油工場で一緒に働くためヒューストンへやって来た。
ある夜、バドは伯父夫婦に連れられて行った街のカントリー・バー“ギリーズ”でシシーという美しい女性と知り会う。2人はたちまち恋におち、結婚した。
2人はギリーズにあるロデオマシンに夢中になり、毎晩通うようになったが、ある日、仮釈放で刑務所から出てきたウェスという男が現れ、ロデオマシンを見事に乗りこなした。このウェスの存在が、バドとシシーの関係に影響を及ぼすことになる。

## キャスト
※括弧内は日本語吹替（初回放送：1987年1月10日 テレビ朝日『ウィークエンドシアター（深夜映画枠）』）
- バド：ジョン・トラボルタ（井上和彦）
- シシー：デブラ・ウィンガー（小宮和枝）
- ウェス：スコット・グレン（秋元羊介）
- パム：マドリン・スミス（高島雅羅）
- ボブ：バリー・コービン（飯塚昭三）
- コリーン：ブルック・アルダーソン（片岡富枝）
- マーシャル：クーパー・ハッカビー（小野健一）
- スティーヴ：ジェームズ・ギャモン（平林尚三）

日本語吹替その他：嶋俊介、滝沢ロコ、石塚運昇、加藤正之、小室正幸、古田信幸